# Rattus feliceus
Rattus feliceus — один з видів гризунів роду пацюків (Rattus).

## Поширення
Цей вид був зареєстрований в трьох пунктах на південному узбережжі острова Серам (Індонезія), вертикальний діапазон від рівня моря до 1830 м. Цей вид був записаний у помірно порушених середньої висоти лісах.

## Морфологія
Гризуни середнього розміру, завдовжки 200—230 мм, хвіст — 153—185 мм, стопа — 44 — 47,5 мм, вухо — 20,5 — 23 мм. Вага досягає 345 грамів.

## Зовнішність
Хутро тернисте. Забарвлення тіла червоно-коричневе, а вентральні частини — білі. Вуха світло-коричневі. Хвіст порівняно короткий, рівномірно блідо-коричневий і вистелений 6-8 кільцями лусочок на сантиметр. У самиць є пара грудних сосків, пост-пахвова пара і 2 пахові пари.

## Звички
Цей вид, здається, значною мірою наземний.

## Загрози та охорона
Цей вид знаходиться під загрозою вирубки лісу особливо в низинних районах. Йому також загрожує конкуренція з введеним Rattus rattus. Проживає в Національному парку Манусела (англ. Manusela National Park).